# 又原氏擬雀鯛
又原氏擬雀鯛（學名：Pseudochromis matahari）為鱸形目鱸亞目擬雀鯛科的其中一種，為熱帶海水魚，分布於印尼西巴布亞省Raja Ampat群島海域，深度32-45公尺，本魚體延長而側扁，頭部及身體橙褐色，鰓蓋下緣、眼眶、腹部為鮮黃色，眼後方有一藍色弧形斑紋，臀鰭後方及尾部為紅色至紫紅色，背鰭金黃色至橙褐色，背鰭硬棘3枚；背鰭軟條26枚；臀鰭硬棘3枚；臀鰭軟條16枚，體長可達4.5公分，棲息在在礁岩區有桶狀海綿生長的水域，通常單獨活動，生活習性不明。

## 擴展閱讀
維基物種上的相關：又原氏擬雀鯛